# Parateuthis tunicata
Parateuthis tunicata är en bläckfiskart som beskrevs av Thiele 1920. Parateuthis tunicata ingår i släktet Parateuthis, ordningen Teuthida, klassen bläckfiskar, fylumet blötdjur och riket djur. Inga underarter finns listade i Catalogue of Life.